# Заечарский округ
Заечарский округ (серб. Зајечарски управни округ) — округ в восточной части Сербии, относится к статистическому региону Южная и Восточная Сербия, находится на границе с Болгарией.

## Административное деление
Территория округа поделена на 4 общины:
- Болевац
- Княжевац
- Заечар
- Сокобаня

## Население
На территории округа проживают: 105 231 сербов (87,7 %), 6254 влахов (5,2 %), 2042 цыган (1,7 %) и другие народы (2011)
чел. (2011).

### Населённые пункты
Ниже представлен список населённых пунктов с населением более 5000 человек по состоянию на 2009 год.
| Название  | Герб | Община   | Население (чел.) |
| --------- | ---- | -------- | ---------------- |
| Заечар    |      | Заечар   | 39 597           |
| Княжевац  |      | Княжевац | 19 236           |
| Соко-Баня |      | Сокобаня | 8 221            |
| Болевац   |      | Болевац  | 3 784            |